# Sphenomorphus florensis
Sphenomorphus florensis este o specie de șopârle din genul Sphenomorphus, familia Scincidae, descrisă de Weber 1890.

## Subspecii
Această specie cuprinde următoarele subspecii:
- S. f. florensis
- S. f. nitidus
- S. f. barbouri
- S. f. weberi